# Sapsiree Taerattanachai
Sapsiree Taerattanachai (Udon Thani, 18 de abril de 1992) es una deportista tailandesa que compite en bádminton, en las modalidades de dobles y dobles mixto. Ganó tres medallas en el Campeonato Mundial de Bádminton entre los años 2019 y 2022.

## Palmarés internacional
| Campeonato Mundial | Campeonato Mundial | Campeonato Mundial | Campeonato Mundial |
| Año                | Lugar              | Medalla            | Prueba             |
| ------------------ | ------------------ | ------------------ | ------------------ |
| 2019               | Basilea (Suiza)    | Medalla de plata   | Dobles mixto       |
| 2021               | Huelva (España)    | Medalla de oro     | Dobles mixto       |
| 2022               | Tokio (Japón)      | Medalla de bronce  | Dobles             |